# Senesse-de-Senabugue
Senesse-de-Senabugue est une localité de Dun et une ancienne commune française, située dans le département de l'Ariège en région Occitanie.

## Géographie
La commune avait une superficie de 5,33 km2

## Histoire
Par arrêté préfectoral en date du 14 décembre 1972, Senesse-de-Senabugue est supprimée comme commune indépendante et rattachée à la commune de Dun, au 1er janvier 1973, en même temps que les communes de Merviel et Engraviès. Senesse-de-Senabugue a eu le statut de commune associée, supprimé par l'arrêté préfectoral du 9 janvier 2003 avec effet le 1er février 2003.

## Administration

### Liste des maires
| Période                                  | Période | Identité | Étiquette | Qualité |
| ---------------------------------------- | ------- | -------- | --------- | ------- |
| Les données manquantes sont à compléter. |         |          |           |         |
|                                          |         |          |           |         |

### Liste des maires délégués
| Période                                  | Période | Identité | Étiquette | Qualité |
| ---------------------------------------- | ------- | -------- | --------- | ------- |
| Les données manquantes sont à compléter. |         |          |           |         |
|                                          |         |          |           |         |

## Démographie
| 1793 | 1800 | 1806 | 1821 | 1831 | 1836 | 1841 | 1846 | 1851 |
| ---- | ---- | ---- | ---- | ---- | ---- | ---- | ---- | ---- |
| 96   | 90   | 114  | 114  | 103  | 112  | 113  | 129  | 132  |

| 1856 | 1861 | 1866 | 1872 | 1876 | 1881 | 1886 | 1891 | 1896 |
| ---- | ---- | ---- | ---- | ---- | ---- | ---- | ---- | ---- |
| 144  | 133  | 145  | 154  | 138  | 135  | 106  | 105  | 102  |

| 1901 | 1906 | 1911 | 1921 | 1926 | 1931 | 1936 | 1946 | 1954 |
| ---- | ---- | ---- | ---- | ---- | ---- | ---- | ---- | ---- |
| 79   | 67   | 86   | 74   | 68   | 73   | 66   | 61   | 43   |

| 1962 | 1968 | 1975 | 1982 | 1990 | 1999 | - | - | - |
| ---- | ---- | ---- | ---- | ---- | ---- | - | - | - |
| 41   | 41   | -    | -    | 47   | 63   | - | - | - |

Histogramme

(élaboration graphique par Wikipédia)

## Lieux et monuments
- Église Saint-Pierre et Saint-Paul.

## Héraldique
| Blason de Senesse-de-Senabugue | Blason  | D'argent au franc-quartier senestre d'or. |
| Blason de Senesse-de-Senabugue | Détails | * Il y a là non-respect de la règle de contrariété des couleurs : ces armes sont fautives (or sur argent). Le statut officiel du blason reste à déterminer. |